# Baleia-bicuda-de-baird
A baleia-bicuda-de-baird (Berardius bairdii) é um cetáceo da família dos zifiídeos (Ziphiidae) encontrado em águas temperadas frias do Pacífico Norte. Tem corpo fusiforme e um "focinho" alongado, daí o nome da espécie. Os machos medem de 10,7 a 12,8 m e pesam cerca de 10 mil quilos. As fêmeas são cerca de 10% maiores.